# Flughafen Tunoschna

i7
i11
i13
Der Flughafen Tunoschna (russisch Аэропорт Туношна, IATA-Code: IAR, ICAO-Code: UUDL)  ist der Flughafen der russischen Stadt Jaroslawl.
Er wird von S7 Airlines und Aeroflot angeflogen. Außerdem bietet die Avia Group mit den Dexter Lufttaxis Städteverbindungen an.

## Lage und Infrastruktur
Der Flughafen liegt an der Zweigstrecke der Fernstraße M8 von Jaroslawl nach Kostroma, 17 km südöstlich von Jaroslawl entfernt, am Ufer der Wolga auf einer Höhe von 93 m AMSL.
Der Flughafen verfügt über eine 3000 m lange, 44 m breite Start- und Landebahn aus Asphalt und Beton mit der Ausrichtung 05/23. Direkt nördlich daran angrenzend verläuft parallel dazu eine 750 m lange, 100 m breite Graspiste, die jedoch nur im Winter genutzt werden kann.
Für Anflüge aus Richtung Osten (Piste 23) steht ein Instrumentenlandesystem (CAT I) zur Verfügung, ein PAPI-System ist für beide Richtungen verfügbar.
Das Terminal befindet sich im östlichen Bereich des Geländes, südlich der Start- und Landebahn. Es besteht die Möglichkeit der Zollabfertigung; Restaurants, Hotels, eine Bank oder Poststelle sind jedoch nicht vorhanden.

## Geschichte
Der Flughafen befindet sich auf dem Gelände eines ehemaligen Militärflugplatzes, das die Regierung der Russischen Föderation am 13. August 1998 an die Oblast Jaroslawl übertrug. Alleiniger Gesellschafter des Flughafens ist eine Gesellschaft im Besitz der Oblast.

## Zwischenfälle
Am 7. September 2011 ereignete sich nahe diesem Flughafen der Absturz von YAK-Service-Flug 9633, bei dem ein Großteil der Eishockeymannschaft Lokomotive Jaroslawl ums Leben kam.